# Simca Aronde
Simca Aronde – francuski samochód osobowy średniej klasy produkowany przez przedsiębiorstwo Simca w latach 1951–1964. Łącznie wyprodukowano około 1,4 mln sztuk. Karoserię, inspirowaną wzorcami amerykańskimi, zaprojektował René Dumas. Pierwsze egzemplarze zostały sprzedane wybranym klientom na wiosnę 1951, a właściwa premiera auta miała miejsce jesienią 1951 podczas salonu w Paryżu. Simca Aronde ustanowiła pięć rekordów międzynarodowych na torze w Montlhéry w sierpniu 1952 podczas serii przejazdów (razem ponad 50 000 km) z przeciętną prędkością 117 km/h.

## Aronde 9

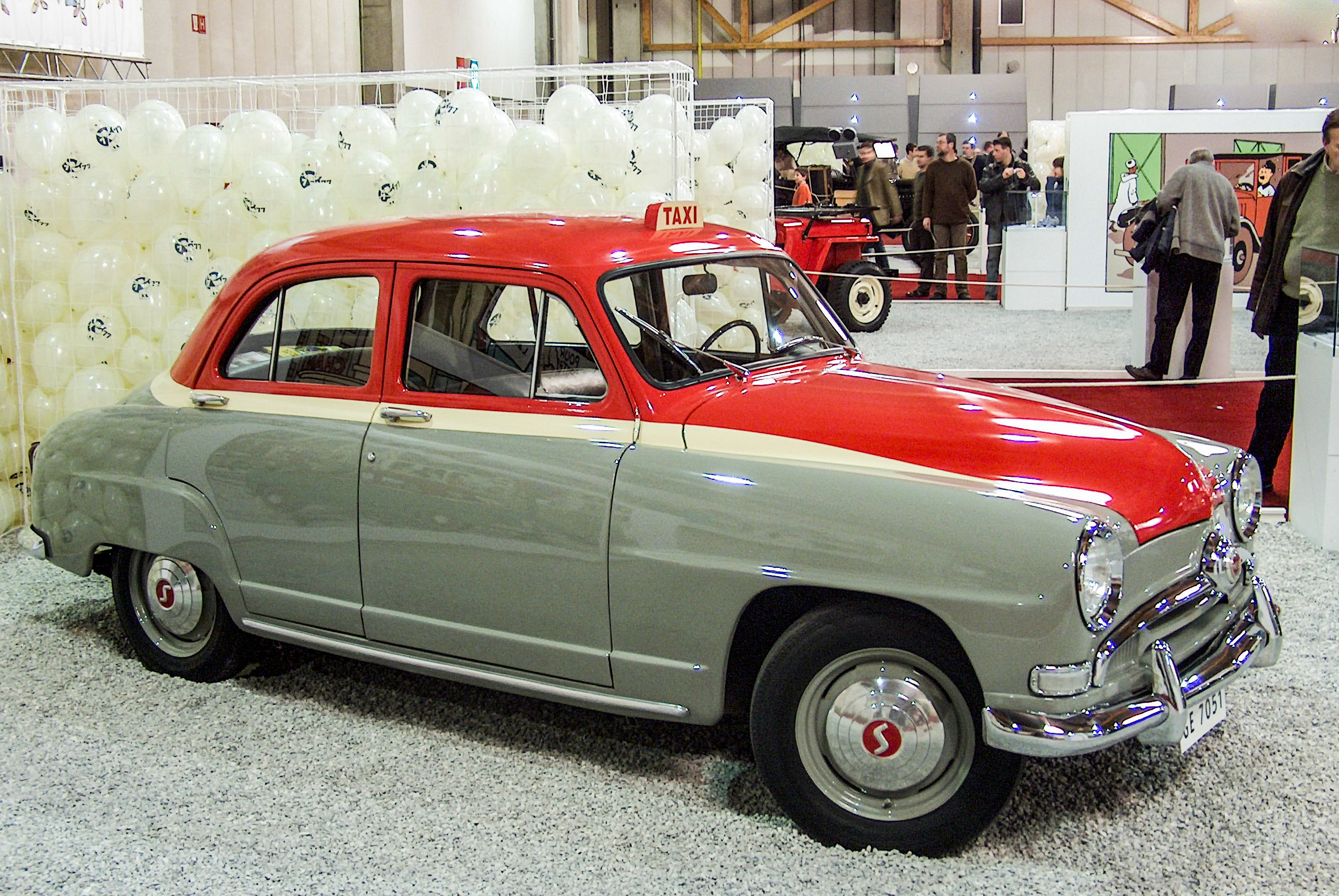
Simca Aronde 9

Napędzana była zmodernizowanym silnikiem 1221 cm³ i mocy 45 KM pochodzącym z modelu Simca 8. Wersja Aronde 9 produkowana była do 1955.
W 1951 roku cena wynosiła 725 000 franków (ok. 2000$), co stanowiło dość wysoką cenę, lecz mimo to przy produkcji 300 samochodów dziennie czas oczekiwania na dostawę wynosił ok. 8 miesięcy.

## Aronde 90A

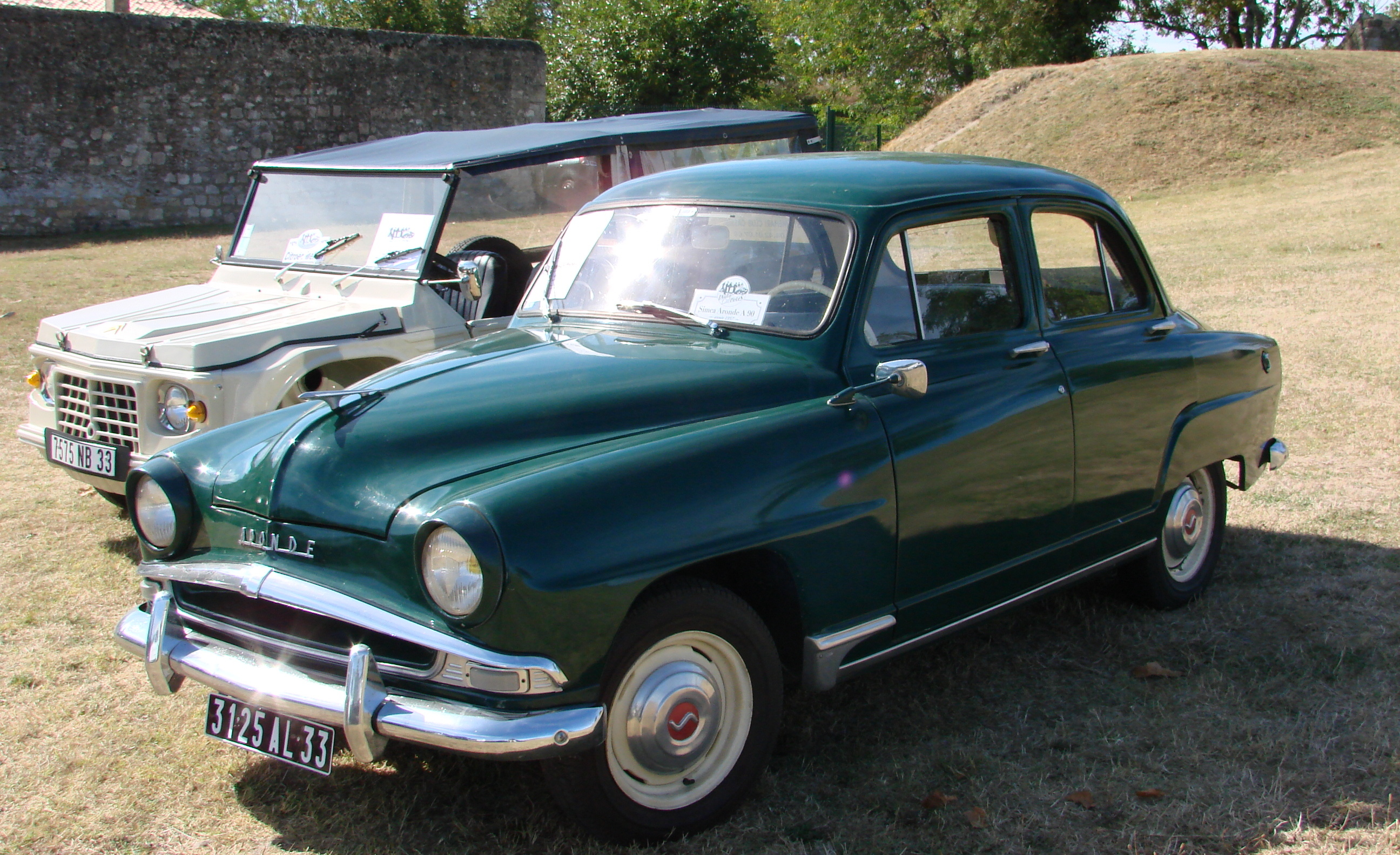
Simca Aronde 90A

W miejsce wycofanego modelu Aronde 9 wprowadzono Aronde 90A. W modelu tym dokonano modernizacji nadwozia. Zmieniono m.in. przednią atrapę. Aronde 90A otrzymała również zmodernizowany silnik o pojemności 1290 cm³ o nazwie Flash. Silnik ten osiągał moc 48 KM. Simca Aronde A90 została wycofana z produkcji w 1959. Model ten importowany był do Polski.
Była eksportowana także m.in. do USA, gdzie w 1959 roku jej cena wynosiła 1645 dolarów. Podobnie jak inne samochody europejskie, Simca zapewniała lepszą ekonomikę i łatwość parkowania od dużych aut amerykańskich, przy niższej cenie. Simca sprzedawana była na podstawie porozumienia w salonach Chryslera, lecz źle oceniano obsługę dealerską i samochód cieszył się umiarkowanym uznaniem – w ankiecie z 1959 roku 64,6% użytkowników oceniło go jako „doskonały”, a 7,1% jako kiepski, natomiast 11,1% doświadczyło awarii (najsłabsze wyniki w każdej z tych kategorii z popularnych aut importowanych). Z własności jezdnych umiarkowane, chociaż lepsze od większości popularnych samochodów importowanych było przyspieszenie (przy normalnej jeździe 26,5 sekund do 97 km/h).

## Aronde P60
Simca Aronde P60 zastąpiła wycofaną Aronde 90A. Liczba 60 w nazwie odnosiła się do lat 60., natomiast P oznaczała słowo Personnalisée czyli możliwość personalizacji - wyboru spośród 17 kolorów nadwozia. Była to praktyka stosowana w USA, we Francji stanowiła jednak nowość, dlatego reklama głosiła, że "Simca wnosi kolor w wasze życie". Premiera auta miała miejsce jesienią 1958 podczas salonu w Paryżu. Nowy model promowała m.in. Annie Girardot. W porównaniu do poprzednika powiększono przednią atrapę oraz zmieniono tylne reflektory. Aronde P60 produkowana była w kilku wersjach nadwozia aż do 1964 roku, kiedy zastąpiła ją Simca 1300/1500.

### Aronde P60 Élysée

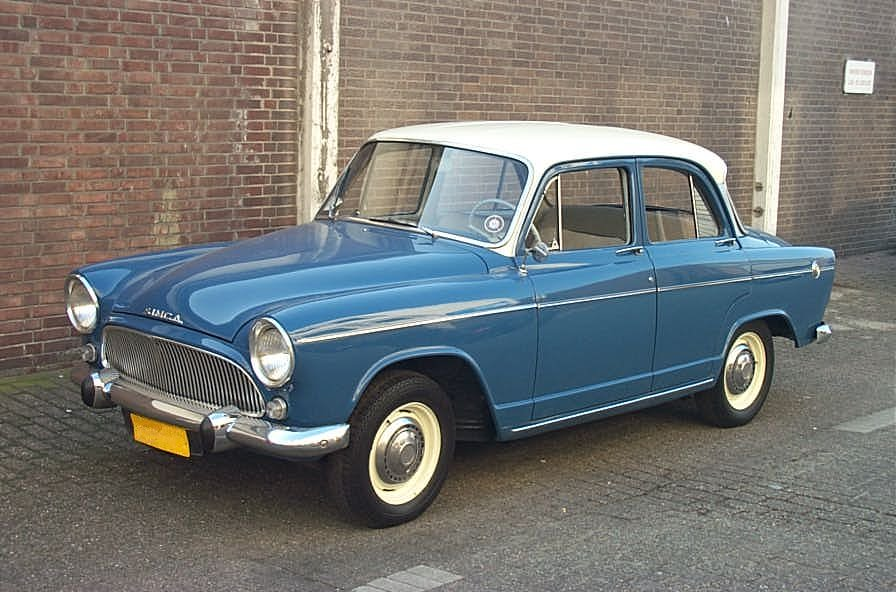
Simca Aronde P60 Elysée

Silnik Flash o pojemności 1300 cm³ i mocy 48 KM.

### Aronde P60 Grand Large
Silnik Flash o pojemności 1300 cm³ i mocy 48 KM.

### Aronde P60 Montlhéry

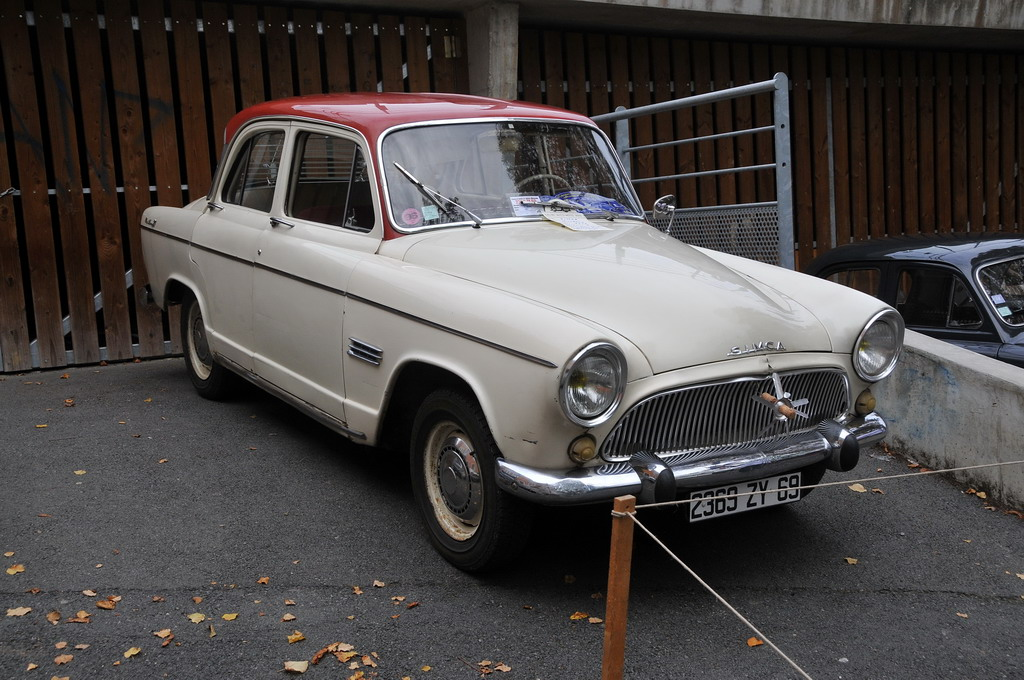
Simca Aronde P60 Montlhéry

Silnik Flash Special o pojemności 1300 cm³ i mocy 57 KM.